# Djalma Sabiá
Djalma de Oliveira Costa (Rio de Janeiro, 1925 – Rio de Janeiro, 10 de novembro de 2020), mais conhecido como Djalma Sabiá, foi um compositor brasileiro. Fez parte da fundação do Acadêmicos do Salgueiro, escola em que exerceu as funções de compositor, intérprete, diretor e presidente de honra.

## Biografia
Desfilou pela primeira vez na antiga Azul e Branco do Salgueiro aos doze anos. Fundou o Acadêmicos do Salgueiro em 1953, escola de samba que surgiu das fusões das agremiações que atuavam no Morro do Salgueiro à época. Guardou consigo a ata de fundação da escola.
Pertenceu à ala de compositores do Salgueiro, tendo sido compositor de sambas da agremiação entre as décadas de 1950 e 1970. Em 1957 compôs Navio Negreiro, que ficou em quarto lugar no carnaval do Rio de Janeiro. Foi a primeira vez que o sofrimento do negro na escravidão foi cantado no carnaval carioca.
Em 1959, compôs Viagens pitorescas ao Brasil ou Exaltação a Debret junto com Duduca do Salgueiro, samba que embalou o vice-campeonato da agremiação. Em 1964 compôs Chico Rei ao lado de Geraldo Babão e Jarbas Soares de Carvalho, que terminou com mais um segundo lugar. Voltaria a ganhar uma disputa de samba-enredo em 1976, com Valongo, enredo que terminou em quinto lugar.
Na década de 1980, ocupou funções administrativas no Salgueiro. Em 1981, foi vice-presidente no período em que Sillos de Oliveira foi presidente da agremiação. Também foi diretor de carnaval da escola de samba.
Djalma Sabiá era o último fundador do Salgueiro ainda vivo. Em 2018, tornou-se presidente de honra da agremiação. Morreu no dia 10 de novembro de 2020, aos 95 anos.
Em 2021, o Salgueiro lançou como mascote oficial um sabiá, em homenagem a Djalma.

## Composições
Sambas de enredo
"Brasil, Fontes das Artes" (Salgueiro, 1956)
"Navio Negreiro" (Salgueiro, 1957)
"Um Século e Meio de Progresso a Serviço do Brasil - Homenagem ao Corpo de Fuzileiros Navais" (Salgueiro, 1958)
"Viagem Pitoresca Através do Brasil - Debret" (Salgueiro, 1959)
"Chico-Rei" (Salgueiro, 1964)
"Valongo" (Salgueiro, 1976)

## Premiações
- Estandarte de Ouro

1. 2003 - Personalidade do Ano[16]

- Prêmio SRzd

1. 2014 - Destaque do Ano[17]

- Troféu Natal

1. 1976 - Destaque Masculino[18]